# Sadık Deda
Sadık Deda (Burdur, 1947. november 26. –) török nemzetközi labdarúgó-játékvezető.

## Pályafutása

### Nemzeti játékvezetés
A játékvezetői vizsgát 1966-ban szerezte meg. Pályafutása során hazája legfelső szintű labdarúgó-bajnokságának játékvezetője lett. Első ligás mérkőzéseinek száma: 57.

### Nemzetközi játékvezetés
A Török labdarúgó-szövetség Játékvezető Bizottsága (JB) 1989-ben terjesztette fel nemzetközi játékvezetőnek, a Nemzetközi Labdarúgó-szövetség (FIFA) bíróinak keretébe. Több nemzetek közötti válogatott és klubmérkőzést vezetett. A török nemzetközi játékvezetők rangsorában, a világbajnokság-Európa-bajnokság sorrendjében többedmagával a 19. helyet foglalja el 1 találkozó szolgálatával. Az aktív nemzetközi játékvezetéstől 1993-ban a FIFA 45 éves korhatárát elérve búcsúzott.

#### Európa-bajnokság
Az európai-labdarúgó torna döntőjéhez vezető úton Svédországba a IX., az 1992-es labdarúgó-Európa-bajnokságra az UEFA JB játékvezetőként foglalkoztatta.
| Időpont            | Helyszín                  | Mérkőzés típusa           | Mérkőzés         | Eredmény | Nézők száma |
| ------------------ | ------------------------- | ------------------------- | ---------------- | -------- | ----------- |
| 1990. november 25. | Nemzeti Stadion, Ta’ Qali | előselejtező (7. csoport) | Málta–Finnország | 1 : 1    | 8 677       |

## Sportvezetőként
A Török labdarúgó-szövetség mediterrán térség körzetének vezetője.